# Defensa holandesa
La defensa holandesa, o, simplement Holandesa, és una obertura d'escacs caracteritzada pels moviments:
1.d4 f5
|  |

## Història
Elias Stein (1748 - 1812), un alsacià que es va establir a La Haia, recomanà la defensa com a la millor resposta a 1.d4 en el seu llibre de 1789 Nouvel essai sur le jeu des échecs, avec des réflexions militaires relatives à ce jeu.

## Teoria
La jugada negra 1... f5 reivindica seriosament el control de la casella e4 i té la perspectiva d'atacar el flanc de rei de les blanques durant el mig joc. En contrapartida, això afebleix en certa manera el flanc de rei de les negres, i no contribueix al propi desenvolupament. El 2012, l'holandesa no és popular al màxim nivell, i mai ha estat una de les principals defenses contra 1.d4, tot i que en el passat alguns dels millors jugadors, inclosos Aleksandr Alekhin, Bent Larsen, Paul Morphy o Miguel Najdorf, l'havien usada amb èxit. Potser el seu moment més rellevant es produí el 1951, quan tant el Campió del món Mikhaïl Botvínnik i el seu reptador, David Bronstein, la varen jugar al seu matx pel Campionat del món de 1951. Entre els jugadors d'elit actuals, només la pràctica de manera consistent Hikaru Nakamura.
Les blanques la majoria de vegades fianqueten el seu alfil de rei amb g3 i Ag2. Les negres de vegades també fianqueten el seu alfil de rei amb ...g6 i ...Ag7 (l'anomenada holandesa Leningrad), però podrien també desenvolupar-se amb Ae7, d6 (després de ...d5), o b4 (aquesta darrera es veu més sovint si les blanques juguen c4 abans d'enrocar). La partida sovint continua 2.g3 Cf6 3.Ag2 e6 4.Cf3 (4.Ch3!? també és possible, intentant Cf4-d3 per controlar la casella e5 si les negres juguen la variant Stonewall) Ae7 5.0-0 0-0 6.c4 i ara les negres trien entre 6...d5 (la jugada característica de l'Stonewall), 6...d6, el sistema Ilyin-Zhenevsky (poc popular avui dia), o la jugada d'Alekhin 6...Ce4!? reservant-se l'opció de moure posteriorment el peó-d una o dues caselles endavant.
L'holandesa Stonewall va experimentar un increment d'interès en els 1980 i 1990, quan els GMs d'elit Artur Iussúpov, Serguei Dolmàtov, Nigel Short i Simen Agdestein varen col·laborar a desenvolupar el sistema en què les negres juguen ràpidament ...d5 i situen el seu alfil de caselles negres a d6. Anomenat l'Stonewall Modern, aquest sistema s'ha mantingut com a més popular que el tradicional amb ...Ae7.

## Continuacions blanques

### 2.c4
La línia tradicional per les blanques consisteix a jugar c4 al segon moviment.

### 2.g3
Les blanques poden fer g3 immediatament, prioritzant el fianchetto sobre altres jugades de peó. Es podria argumentar que això no és bo, ja que no impedeix ...d5 i la posterior ...dxc4, però de fet això no és un pla especialment bo per les negres. Així, a la pràctica hi ha poca diferència entre els ordres de jugades que es facin servir, i el moviment c4 es pot diferir encara una mica: (per exemple, 2.g3 Cf6 3.Ag2 g6 4.Cf3 Ag7 5.0-0 0-0 6.c4).

### 2.Cf3
Altre cop hi ha poca diferència amb altres ordres, atès que aquest moviment s'haurà de fer igualment en qualsevol cas.

### Altres segones jugades
Les blanques disposen de diverses alternatives agressives a les jugades estàndard, com ara 2.Cc3 Cf6 (o d5) 3.Ag5; 2.Ag5 (esperant la innocent 2...h6 3.Ah4 g5 4.Ag3 (4.e4!? també és jugable) f4? 5.e3 fxg3?? 6.Dh5#); i 2.e4!?, el gambit Staunton, anomenat així en honor de Howard Staunton, qui el jugà per primer cop al seu matx contra Horwitz. El gambit Staunton fou en el seu moment una temuda línia d'atac, però ha caigut en desgràcia per més de 80 anys. El GM Larry Christiansen i l'MI han opinat que el gambit "ofereix a les blanques la igualtat, com a molt." Staunton també va introduir un gambit completament diferent contra l'holandesa, 2.h3 seguit de g4, al seu tractat de 1847 The Chess-Player's Handbook. Víktor Kortxnoi, un dels millors jugadors del món, va introduir la línia a la pràctica de torneigs més d'un segle després de la mort de Staunton, a Kortxnoi-Känel, Biel/Bienne 1979. El GM Christiansen va concloure, igual com Staunton havia fet uns 140 anys abans, que les negres podrien obtenir bon joc declinant el gambit amb 2...Cf6 3.g4 d5!
El potencial atacant de l'obertura es mostra per exemple a la partida Immortal polonesa, en la qual Miguel Najdorf, usant la variant Stonewall, sacrifica totes les seves peces menors per acabar guanyant per escac i mat.

## ECO
L'Encyclopaedia of Chess Openings (ECO) té vint codis per la defensa holandesa, des d'A80 fins a A99.
- A80: 1.d4 f5
- A81: 1.d4 f5 2.g3
- A82: 1.d4 f5 2.e4 (gambit Staunton)
- A83: 1.d4 f5 2.e4 fxe4 3.Cc3 Cf6 4.Ag5 (gambit Staunton)
- A84: 1.d4 f5 2.c4
- A85: 1.d4 f5 2.c4 Cf6 3.Cc3 (variant Rubinstein)
- A86: 1.d4 f5 2.c4 Cf6 3.g3
- A87: 1.d4 f5 2.c4 Cf6 3.g3 g6 4.Ag2 Ag7 5.Cf3 (holandesa Leningrad)
- A88: 1.d4 f5 2.c4 Cf6 3.g3 g6 4.Ag2 Ag7 5.Cf3 0-0 6.0-0 d6 7.Cc3 c6 (holandesa Leningrad)
- A89: 1.d4 f5 2.c4 Cf6 3.g3 g6 4.Ag2 Ag7 5.Cf3 0-0 6.0-0 d6 7.Cc3 Cc6 (holandesa Leningrad)
- A90: 1.d4 f5 2.c4 Cf6 3.g3 e6 4.Ag2
- A91: 1.d4 f5 2.c4 Cf6 3.g3 e6 4.Ag2 Ae7
- A92: 1.d4 f5 2.c4 Cf6 3.g3 e6 4.Ag2 Ae7 5.Cf3 0-0
- A93: 1.d4 f5 2.c4 Cf6 3.g3 e6 4.Ag2 Ae7 5.Cf3 0-0 6.0-0 d5 7.b3 (variant Botvinnik)
- A94: 1.d4 f5 2.c4 Cf6 3.g3 e6 4.Ag2 Ae7 5.Cf3 0-0 6.0-0 d5 7.b3 c6 8.Aa3 (Stonewall)
- A95: 1.d4 f5 2.c4 Cf6 3.g3 e6 4.Ag2 Ae7 5.Cf3 0-0 6.0-0 d5 7.Cc3 c6 (Stonewall)
- A96: 1.d4 f5 2.c4 Cf6 3.g3 e6 4.Ag2 Ae7 5.Cf3 0-0 6.0-0 d6
- A97: 1.d4 f5 2.c4 Cf6 3.g3 e6 4.Ag2 Ae7 5.Cf3 0-0 6.0-0 d6 7.Cc3 De8 (variant Ilyin-Genevsky)
- A98: 1.d4 f5 2.c4 Cf6 3.g3 e6 4.Ag2 Ae7 5.Cf3 0-0 6.0-0 d6 7.Cc3 De8 8.Dc2 (variant Ilyin-Genevsky)
- A99: 1.d4 f5 2.c4 Cf6 3.g3 e6 4.Ag2 Ae7 5.Cf3 0-0 6.0-0 d6 7.Cc3 De8 8.b3 (variant Ilyin-Genevsky)